# Knudsen-Gas
Als Knudsen-Gas (nach dem dänischen Physiker Martin Knudsen) wird ein sehr dünnes Gas (Vakuum) bezeichnet, in dem die Gas-Moleküle aufgrund der geringen Dichte selten gegeneinanderstoßen.
„Selten“ bedeutet konkret, dass die mittlere freie Weglänge größer als die Gefäß-Abmessung ist. Hierdurch sind die Stöße zwischen den Gas-Molekülen vernachlässigbar, daher kann es im Knudsen-Gas beispielsweise keine laminare Strömung und keine Grenzschicht geben.